# Saint-Vincent-et-les-Grenadines aux Jeux olympiques d'été de 2000
Saint-Vincent-et-les-Grenadines participe aux Jeux olympiques d'été de 2000 à Sydney. Sa délégation est composée de 4 athlètes répartis dans 2 sports et son porte-drapeau est Pamenos Ballantyne. Au terme des Olympiades, la nation n'est pas à proprement classée puisqu'elle ne remporte aucune médaille. 

## Liste des médaillés
Aucun athlète saint-vincentais et grenadin ne remporte de médaille durant ces Jeux olympiques.

## Engagés par sport

### Athlétisme
- 100 mètres femmes
  - Natasha Mayers : Série 2 : 11 s 61 (4e, non qualifiée)

- Marathon hommes
  - Pamenos Ballantyne : Finale : 2 h 19 min 08 s  (31e)

### Natation
- 50 mètres nage libre hommes
  - Stephenson Wallace : Série 1 : 27 s 84 (4e, non qualifié)

- 50 mètres nage libre femmes
  - Teran Matthews : Série 2 : 31 s 71 (4e, non qualifiée)